# زکی دمیرکوبوز
زکی دمیرکوبوز (ترکی استانبولی: Zeki Demirkubuz؛ زادهٔ ۱ اکتبر ۱۹۶۴) کارگردان فیلم، تهیه‌کننده فیلم، فیلم‌نامه‌نویس، و تدوین‌گر اهل ترکیه است.
زکی دمیرکوبوز، یکی از فیلم‌سازان سینمای ترکیه، که در دو دهه‌ گذشته حضور موفقی در جشنواره‌های بین‌المللی داشته است. دمیرکوبوز فارغ‌التحصیل مهندسی ارتباطات از دانشگاه ترکیه است که اولین بار در سال ۱۹۸۶ وقتی در جست‌وجوی کاری برای امرار معاش بود به عنوان دستیار زکی اوکتن، دیگر فیلم‌ساز برجسته‌ی ترکیه، در صنعت سینما مشغول به فعالیت شد. با این وجود، پس از چند سال با ثبت شرکت فیلم‌سازی شخصی خود به نام «ماوی‌فیلم» اولین فیلم سینمایی بلندش را با نام بلوک سی در سال ۱۹۹۴ با بودجه‌ای بسیار کم کارگردانی کرد. دمیرکوبوز در سال ۱۹۹۷ با دومین فیلمش معصومیت در جشنواره ونیز مطرح شد و پس از آن با فیلم‌های صفحه سوم و سرنوشت به شهرتی جهانی دست یافت. وی در سال ۲۰۰۱ با فیلم اعتراف توانست به جشنواره کن راه یابد. اتاق انتظار، تقدیر، غبطه و درون از دیگر آثار دمیرکوبوز هستند.